# Tire machèt
El Tire machèt es un arte marcial haitiano y una forma de esgrima con machete. El Tire machèt combina los sistemas de combate africanos tradicionales con elementos de la esgrima europea histórica, y se practicaba tradicionalmente en secreto.

## Historia
El origen de la práctica se encuentra en la Revolución Haitiana de 1791-1804, en la que los esclavos rebeldes, muchos armados únicamente con los machetes que habían usado para cortar la caña de azúcar, derrotaron al ejército colonial francés. El maestro de esgrima haitiano Alfred Avril (fallecido en 2014) fue uno de los primeros en abrir su práctica al mundo, a través de una colaboración de 10 años con Reginald Turnier y Michael Dylan Rogers, en el Proyecto de esgrima y machete haitiano. Un cortometraje documental de 2014, de Jonathan David Kane, llamado "Papa Machete", mostraba a Alfred Avril entrenando a sus hijos y a otros estudiantes.